# International Rescue Committee
Pour les articles homonymes, voir IRC.
L’International Rescue Committee (IRC) a été fondé en 1933 à l’initiative d’Albert Einstein pour aider les opposants à Adolf Hitler. L’IRC aide les personnes victimes de persécutions raciales, religieuses et ethniques, aussi bien que celles touchées par la guerre et la violence. 
Quand survient une urgence, l’IRC fournit un sanctuaire et une assistance humanitaire ainsi qu’une aide médicale, des abris et de la nourriture. Une fois la crise stabilisée, l’IRC met en place des programmes pour permettre aux réfugiés de supporter leur exil. À travers l’enseignement, la formation et des programmes générateurs de revenus, l’IRC aide ces réfugiés à acquérir de nouvelles compétences pour devenir autonomes. 
L’IRC décerne un Prix de la Paix (Freedom Award) annuel.
L'IRC travaille dans plusieurs pays du monde entiers tels que le Haïti, RDC, le Tchad, la Tanzanie et bien d'autres,.
L'IRC est à l'origine d'une estimation très controversée de la surmortalité en RDC due aux conflits de la période qui a suivi le génocide des Tutsi au Rwanda. Selon l'IRC dans un premier temps la surmortalité était estimée à 3,8 millions de morts, chiffres cités dans une note de bas de page du rapport mapping de l'ONU. Cette estimation fut notamment contestée par un cabinet de démographes belges envoyé en RDC par une institution européenne pour aider à la constitution des listes électorales de RDC . Dans le cadre de leurs travaux, à des fins de recoupement, ils ont fait une étude de la surmortalité en RDC sur la période 1998-2004 qui arrive au nombre de 183 000 morts, soit 20 fois moins.